# خودتنظیمی هیجانی
اصطلاح خودتنظیمی هیجانی (به انگلیسی: Emotional self-regulation) از دو جنبه مختلف تعریف می‌گردد. برخی بر روی کارکردهای تنظیم هیجان‌ها در سازماندهی فرآیندهای درونی (مانند توجه، حافظه، آمادگی برای اقدام) و ارتباطات اجتماعی تمرکز می‌کنند که به فرد اجازه می‌دهد به سرعت به نیازهای مربوط به یک موقعیت واکنش نشان دهد و از طرفی تعریف دیگر بر توانایی تنظیم هیجان‌ها تاکیید می‌کنند (مانند کنترل شناختی) که به فرد اجازه می‌دهد تا بر واکنش‌های لحظه‌ای نظارت کند، زمان انجام را تنظیم کند و آنها را با پیچیدگی‌ها و ملاحظاتی که اقتضای موقعیت ایجاب می‌کند، تطبیق دهد. تعدادی از روان‌شناسان نیز برای تعریف این موضوع بر هر دو جنبه تأکید دارند.
ضعف در خودتنظیمی هیجانی، یکی از اصلی‌ترین دلایل بروز اهمال کاری می‌باشد.